# Sarconi
Sarconi község (comune) Olaszország Basilicata régiójában, Potenza megyében.

## Fekvése
A megye délnyugati részén fekszik. Határai: Castelsaraceno, Grumento Nova, Moliterno és Spinoso.

## Története
A települést a 6. században alapították görög szerzetesek és Grumentóhoz tartozott. A 9. században ide telepedtek a szaracénok által többször is megtámadott Grumento lakosai. 1946-ig Moliterno része volt.

## Népessége
A népesség számának alakulása:

## Főbb látnivalói
- Santa Maria Assunta-templom
- Sant’Antonio-templom
- Santa Lucia-templom